# Doridacea
Doridacea (syn. Holohepatica) – rząd morskich, kosmopolitycznych ślimaków tyłoskrzelnych.
Nagie, z wtórnymi skrzelami w postaci wyrostków dookoła odbytu lub na grzbiecie.

## Przedstawiciele
- Lamelidoris (Lamellidoris muricatus) – do 10 mm długi, spotykany w Bałtyku do wschodnich krańców rynny Słupskiej,
- Doryda (Doris pseudoargus) – drapieżny ślimak spokojnego żeru z europejskich mórz pełnosłonych, dł. do 11 cm.